# 알이티하드 클럽 (지다)
알이티하드 클럽(아랍어: نادي الاتحاد العربي السعودي, 영어: Al-Ittihad Club)는 흔히 알이티하드라 불리며, 알이티하드의 뜻은 연합(영어: The Union)을 뜻한다. 이 구단은 지다를 연고로 하는 사우디아라비아의 프로 축구단으로 1927년에 창단 되었고 이는 사우디 왕국의 통합보다도 이른 것으로 알이티하드는 사우디아라비아에서 가장 오래된 축구단이기도 하다.
사우디 프로리그에서 8회 우승 및 7회 준우승을 했고 2000년대에 들어서면서 AFC 챔피언스리그에서 3번이나 결승전에 진출하여 2번 우승하는 등 사우디아라비아 구단 중에서 아시아 국제클럽 대항전 무대에서 가장 성공적인 축구단으로 군림하고 있다.
알이티하드는 사우디 아라비아 수도권에서 최대 규모의 팬을 보유한 구단인데 알이티하드 최대 라이벌은 알힐랄이고 알이티하드는 "민중의 클럽"이라는 별칭을 가지고 있는 반면 알힐랄은 부유층의 상징이다.

## 역사

### 창립
1927년 1월 4일 지다의 열성적인 축구팬들이 한 라디오 방송국에 모여 새로운 축구단의 창설에 대해 회의를 가졌다. 구단의 목적은 시민들의 유희에 도움이 되며, 도시의 젊은이들이 체계적인 스포츠 틀 안에서 성장하게끔 만들고, 여러 타 구단들과의 경쟁력이 있을만한 팀을 만드는 것에 있었다. 함자 피타이히, 압둘사마드 나지브 알사아디, 이스마일 자흐란, 알리 야마니, 압둘라지즈 자밀, 압둘라티프 자밀, 압둘라티프 린자위, 오트만 바나자흐, 아흐마드 아부 탈립, 알리 술탄, 아흐메드 알미르, 살레흐 살라마흐 12명의 회의 참석자들은 새로운 구단의 창립에 합의를 마쳤고, 그렇게 이티하드 지다가 탄생하였다.

#### "연합"이라 불리다
| “               | 우리가 이 곳에 함께 모였듯이, 우리의 팀을 알이티하드라 부릅시다. | ” |
| — 마젠 모하메드 |                                                                  |   |

구단의 이름은 마젠 모하메드가 알이티하드를 건의하였고, 구단의 소유주들이 이에 대해 찬성하며 최종적으로 선정되었다. 이는 "연합"이라는 뜻을 가진 아랍어이다.

### 전국 대회 출전
1933년 알이티하드는 니샨 나제르컵에 출전하며, 구단의 공식적인 첫 토너먼트 대회 출전을 기록하게 되었다. 알이티하드는 이 대회에서 결승전까지 진출하였고, 그 상대는 알무크탈라트였다. 그러나 결승전 날에 모래 바람이 거세게 불어 날씨가 매우 안 좋았고, 경기는 10분만에 일시 중단되었다. 주심의 지도 아래 경기는 8분 간 휴식을 가지고, 날씨가 조금 풀리자 경기가 재개되었다. 경기는 알이티하드의 3-0 승리로 종료되었다.
1976년 사우디 프로리그가 개막하였으며, 알이티하드는 첫 시즌부터 참가하게 되었다. 첫 시즌 알이티하드는 8개 팀 중 4위를 기록하였다. 사우디 프리미어리그 1981-82 시즌 알이티하드는 구단 역사상 최초로 우승을 차지하였다. 그러나 그 이후로 14년간 알이티하드는 단 한차례도 리그 우승을 차지하지 못하였다.
사우디 프리미어리그 1996-97 시즌부터 알이티하드의 전성기가 열리기 시작하였다. 1996-97 시즌 우승을 시작으로, 2008-09 시즌까지의 13 시즌 동안 7회 우승을 차지하였다. 또한 1998-99 시즌부터 2010-11 시즌까지 13 시즌 연속으로 3위이하로는 내려가지 않으며, 사우디아라비아를 대표하는 강팀으로 군림하기 시작하였다.
그러나 2011-12 시즌부터 재정적인 어려움에 시달리며, 상위권으로 좀처럼 복귀하고 있지 못하게 되었다. AFC 챔피언스리그 2018 시즌에는 AFC 라이선스 획득에도 실패하며, AFC 주관 대회 출전권도 주어지지 않았다.

### 아시아 대회 출전
알이티하드는 알힐랄과 숙명의 라이벌 관계에 있다. 두 구단은 사우디아라비아를 대표하는 두 도시 리야드와 지다를 각각 대표하기도 한다. 아시아 무대에서의 활약은 알힐랄이 앞섰다. 1991년과 1999년 알힐랄은 아시안 클럽 챔피언십에서 우승을 차지하며, 아시아 무대에서 사우디아라비아의 대표적인 축구단으로 먼저 알려지게 되었다.
아시아 대회가 아시안 클럽 챔피언십에서 AFC 챔피언스리그로 개정된 이후, 알이티하드의 반격이 시작되었다. 2004년 AFC 챔피언스리그 결승전은 아시아 축구 역사상 가장 충격적인 전개가 펼쳐졌다. 결승전 1차전에서는 알이티하드의 홈에서 대한민국의 성남 일화 천마가 3-1 승리를 거두며, 알이티하드의 우승을 좀처럼 어렵게 보였다. 그러나 성남종합운동장에서 펼쳐진 2차전에서 알이티하드는 홈 팀 성남을 5-0으로 대파하는 대반전을 연출하였다. 이 경기 이후, 대한민국 축구팬들 사이에서는 알이티하드의 막강함을 두고 "알깡패"라는 별칭을 주기도 하였다. 2005년 AFC 챔피언스리그에서도 결승전에 올랐으며, 아랍에미리트의 알아인 FC를 꺾고 2년 연속 대회 우승을 차지하였다. 당시에 전년도 대회 우승팀은 자동 출전권이 부여되었으며, 2006년 AFC 챔피언스리그에 8강전부터 출전하게 되었다. 그러나 디펜딩 챔피언인 알이티하드는 1차전에서 2-0 승리를 거두었음에도 불구하고, 2차전에서 시리아의 알카라마 SC에게 0-4 역전패를 당하는 충격을 보여주기도 하였다. 당시 대회에는 알카라마가 결승전까지 진출하였다.
2009년 AFC 챔피언스리그에서도 결승전에 올랐으며, 대회 최초로 중립 지역에서 결승전이 펼쳐지는 시점이었다. 장소는 일본 도쿄 국립 가스미가오카 육상 경기장이었으며, 상대는 대한민국의 포항 스틸러스였다. 알이티하드는 사우디아라비아의 스타 모하메드 누르를 앞세워 포항을 압박하려 했으나, 후반전에 노병준과 김형일에게 실점을 허용하였다. 뒤늦게 누르도 득점에 성공하였으나, 경기를 뒤집지는 못하였고 이번에는 대회 준우승에 머무르게 되었다.
2011년 AFC 챔피언스리그 8강전에서 FC 서울을 1차전에서 3-1 승, 2차전에서 0-1 패를 기록하며 준결승전에 진출하면서 다시 왕좌를 노릴 수 있게 되었다. 그러나 준결승전에서 전북 현대 모터스에게 종합 스코어 3-5로 패배하며 탈락하였다. 2012년 AFC 챔피언스리그에 2년 연속 준결승전에 진출하였으나, 이번에는 같은 사우디아라비아의 클럽인 알아흘리에게 종합 스코어 1-2로 아쉽게 탈락하게 되었다.

## AFC 클럽 랭킹
AFC의 공식 랭킹이다.
2015년 8월 6일 기준
| 순위 | 국가           | 구단명           | 점수   |
| ---- | -------------- | ---------------- | ------ |
| 7    | 대한민국       | 전북 현대 모터스 | 75.665 |
| 8    | 이란           | 에스테글랄 FC    | 73.387 |
| 9    | 아랍에미리트   | 알아인 FC        | 72.608 |
| 10   | 사우디아라비아 | 알샤바브         | 71.000 |
| 11   | 사우디아라비아 | 알이티하드       | 70.000 |
| 12   | 우즈베키스탄   | 부뇨드코르       | 69.690 |
| 13   | 대한민국       | 포항 스틸러스    | 64.665 |
| 14   | 중화인민공화국 | 베이징 궈안      | 63.796 |

## 선수단

### 현재 선수단
2025년 1월  기준
참고: FIFA 자격 규정에 따라 소속된 국가대표팀 국기를 표시합니다. 선수는 복수의 FIFA 비회원국 국적을 가지고 있을 수 있습니다.
| 번호 | 포지션 | 국적           | 이름                 |
| ---- | ------ | -------------- | -------------------- |
| 4    | DF     | 사우디아라비아 | 압둘라 알 아마리     |
| 6    | DF     | 사우디아라비아 | 사드 알 무사         |
| 7    | MF     |                | 은골로 캉테          |
| 8    | MF     |                | 파비뉴               |
| 9    | FW     |                | 카림 벤제마 (주장)   |
| 13   | DF     | 사우디아라비아 | 무한나드 알샨키티    |
| 14   | MF     | 사우디아라비아 | 아와드 알나슈리      |
| 15   | DF     | 사우디아라비아 | 하산 카데시          |
| 19   | FW     |                | 무사 디아비          |
| 20   | DF     | 사우디아라비아 | 아흐메드 샤라힐리    |
| 21   | FW     | 사우디아라비아 | 살레 알셰흐리        |
| 24   | MF     | 사우디아라비아 | 압둘라흐만 알아부드  |
| 33   | GK     | 사우디아라비아 | 모하메드 알 마하스네 |

| 번호 | 포지션 | 국적           | 이름              |
| ---- | ------ | -------------- | ----------------- |
| 77   | MF     | 사우디아라비아 | 압둘레라 하우사위 |
| 88   | GK     | 사우디아라비아 | 오사마 알마르마쉬 |

### 기타 선수 명단
참고: FIFA 자격 규정에 따라 소속된 국가대표팀 국기를 표시합니다. 선수는 복수의 FIFA 비회원국 국적을 가지고 있을 수 있습니다.
| 번호 | 포지션 | 국적     | 이름            |
| ---- | ------ | -------- | --------------- |
| 11   | MF     | 포르투갈 | 조타            |
| 26   | DF     | 이집트   | 아흐메드 헤가지 |

| 번호 | 포지션 | 국적           | 이름             |
| ---- | ------ | -------------- | ---------------- |
| 44   | MF     | 이집트         | 누레딘 엘 바하르 |
| —    | MF     | 사우디아라비아 | 메샬 사니        |

### 임대 선수 명단
참고: FIFA 자격 규정에 따라 소속된 국가대표팀 국기를 표시합니다. 선수는 복수의 FIFA 비회원국 국적을 가지고 있을 수 있습니다.
| 번호 | 포지션 | 국적           | 이름                                    |
| ---- | ------ | -------------- | --------------------------------------- |
| 22   | GK     | 사우디아라비아 | 살레흐 알오하이미드 (알타아원으로 임대) |
| 35   | MF     | 사우디아라비아 | 후사인 알에이사 (알콜루드로 임대)       |
| 41   | GK     | 사우디아라비아 | 라그단 마트리 (알콜루드로 임대)         |
| —    | GK     | 사우디아라비아 | 말레크 톨라흐 (알줄피로 임대)           |
| —    | DF     | 사우디아라비아 | 압둘렐라 알셰흐리 (알라우다로 임대)     |
| —    | DF     | 사우디아라비아 | 바실 알헤다이프 (지다로 임대)           |

| 번호 | 포지션 | 국적           | 이름                                    |
| ---- | ------ | -------------- | --------------------------------------- |
| —    | DF     | 사우디아라비아 | 하산 알아스마리 (알바틴으로 임대)       |
| —    | MF     | 사우디아라비아 | 압둘아지즈 알비시 (다마크로 임대)       |
| —    | MF     | 사우디아라비아 | 압둘렐라 하우사위 (알칼리즈로 임대)     |
| —    | MF     | 사우디아라비아 | 알 무타심 세디크 (알콜루드로 임대)      |
| —    | MF     | 사우디아라비아 | 오마르 알자다니 (알아인으로 임대)       |
| —    | FW     | 사우디아라비아 | 압둘아지즈 알하사니 (알엔테사르로 임대) |

## 역대 감독
| 감독                 | 임기        |
| -------------------- | ----------- |
| 데트마어 크라머      | 1978 ~ 1981 |
| 메쇠이 칼만          | 1991 ~ 1992 |
| 주세페 도세나        | 2000 ~ 2001 |
| 토미슬라브 이비치    | 2003 ~ 2004 |
| 안겔 이오르더네스쿠  | 2005 ~ 2006 |
| 바히드 할릴호지치    | 2006        |
| 브뤼노 메취          | 2006        |
| 가브리엘 칼데론      | 2008 ~ 2010 |
| 빅토르 피추르커      | 2014 ~      |
| 라슬로 뵐뢰니        | 2015        |
| 호세 루이스 시에라   | 2016 ~ 2018 |
| 라몬 디아스          | 2018        |
| 슬라벤 빌리치        | 2018 ~ 2019 |
| 호세 루이스 시에라   | 2019        |
| 코스민 콘트라        | 2021 ~ 2022 |
| 누누 이스피리투 산투 | 2022 ~ 2023 |
| 로랑 블랑            | 2024 ~      |

## 역대 시즌 기록

### 국내 리그 기록
| 시즌    | 디비전       | 팀 수  | 순위 | 승점 |
| ------- | ------------ | ------ | ---- | ---- |
| 1976–77 | 프리미어리그 | 8      | 4    | 16   |
| 1977–78 | 프리미어리그 | 10     | 4    | 19   |
| 1978–79 | 프리미어리그 | 10     | 3    | 24   |
| 1979–80 | 프리미어리그 | 10     | 3    | 21   |
| 1980–81 | 프리미어리그 | 10     | 6    | 19   |
| 1981–82 | 프리미어리그 | 20(10) | 1    | 29   |
| 1982–83 | 프리미어리그 | 10     | 6    | 16   |
| 1983–84 | 프리미어리그 | 10     | 2    | 25   |
| 1984–85 | 프리미어리그 | 12     | 6    | 22   |
| 1985–86 | 프리미어리그 | 12     | 2    | –    |
| 1986–87 | 프리미어리그 | 12     | 7    | 23   |
| 1987–88 | 프리미어리그 | 12     | 4    | 27   |
| 1988–89 | 프리미어리그 | 12     | 6    | 27   |
| 1989–90 | 프리미어리그 | 12     | 8    | 20   |
| 1990–91 | 프리미어리그 | 12     | 5    | 26   |
| 1991–92 | 프리미어리그 | 12     | 5    | 26   |
| 1992–93 | 프리미어리그 | 12     | 3    | 26   |
| 1993–94 | 프리미어리그 | 12     | 7    | 29   |
| 1994–95 | 프리미어리그 | 12     | 7    | 30   |
| 1995–96 | 프리미어리그 | 12     | 3    | 41   |

| 시즌    | 디비전       | 팀 수 | 순위 | 승점 |
| ------- | ------------ | ----- | ---- | ---- |
| 1996–97 | 프리미어리그 | 12    | 1    | 44   |
| 1997–98 | 프리미어리그 | 12    | 7    | 28   |
| 1998–99 | 프리미어리그 | 12    | 1    | 48   |
| 1999–00 | 프리미어리그 | 12    | 1    | 51   |
| 2000–01 | 프리미어리그 | 12    | 1    | 38   |
| 2001–02 | 프리미어리그 | 12    | 2    | 49   |
| 2002–03 | 프리미어리그 | 12    | 1    | 49   |
| 2003–04 | 프리미어리그 | 12    | 2    | 56   |
| 2004–05 | 프리미어리그 | 12    | 3    | 38   |
| 2005–06 | 프리미어리그 | 12    | 3    | 42   |
| 2006–07 | 프리미어리그 | 12    | 1    | 48   |
| 2007–08 | 프리미어리그 | 12    | 2    | 48   |
| 2008–09 | 프로 리그    | 12    | 1    | 55   |
| 2009–10 | 프로 리그    | 12    | 2    | 45   |
| 2010–11 | 프로 리그    | 14    | 2    | 51   |
| 2011–12 | 프로 리그    | 14    | 5    | 37   |
| 2012–13 | 프로 리그    | 14    | 7    | 37   |
| 2013–14 | 프로 리그    | 14    | 6    | 37   |
| 2014–15 | 프로 리그    | 14    | 4    | 52   |
| 2015–16 | 프로 리그    | 14    | 3    | 49   |
| 2016–17 | 프로 리그    | 14    | 4    | 52   |

### AFC 대회 기록
- AFC 챔피언스리그: 13회 출전

| 2000–01 | 8강                   |
| 2001–02 | 2라운드               |
| 2002–03 | 미출전                |
| 2004    | 우승                  |
| 2005    | 우승                  |
| 2006    | 8강                   |
| 2007    | 미출전                |
| 2008    | 조별 리그             |
| 2009    | 준우승                |
| 2010    | 조별 예선             |
| 2011    | 준결승                |
| 2012    | 준결승                |
| 2013    | 미출전                |
| 2014    | 8강                   |
| 2015    | 미출전                |
| 2016    | 조별 예선             |
| 2017    | 대회 참가 자격 미충족 |

## 수상

### 국제 대회
- FIFA 클럽 월드컵
  - 4위 (1) : 2005
- AFC 챔피언스리그
  - 우승 (2) : 2004, 2005
  - 준우승 (1) : 2009
- 아시안 컵위너스컵
  - 우승 (1) : 1998-99
- 아시안 슈퍼컵
  - 준우승 (1) : 1999

### 국내 대회
- 사우디 프로리그
  - 우승 (10) : 1982, 1997, 1999, 2000, 2001, 2003, 2007, 2009, 2023, 2025
  - 준우승 (7) : 1984, 1986, 2002, 2004, 2008, 2010, 2011, 2024
- 사우디 챔피언스컵
  - 우승 (8) : 1958, 1959, 1960, 1963, 1967, 1988, 2010, 2013
  - 준우승 (7) : 1957, 1964, 1979, 1986, 2008, 2009, 2011
- 사우디아라비아 크라운 프린스 컵
  - 우승 (8) : 1958, 1959, 1963, 1991, 1997, 2001, 2004, 2016–17
  - 준우승 (4) : 1965, 1993, 2002, 2007
- 사우디 슈퍼컵
  - 준우승 (1) : 2013